# George Collingridge
George Collingridge (1847-1931) fue un escritor e ilustrador australiano más conocido hoy por sus primeras afirmaciones sobre el descubrimiento portugués de Australia en el siglo XVI.

## Biografía
Nació en Oxfordshire, Inglaterra, educado en París, sirvió en los Zuavos pontificios (junto a su hermano Alfred, que murió en la batalla de Mentana ), y emigró a Australia en 1879 a bordo del  Lusitania  (no en la  nave del mismo nombre que se hundió en 1915). Se instaló en la zona, entonces aislada de  Berowra, antes de trasladarse a la cercana Hornsby, Nueva Gales del Sur. Sus calificaciones académicas francesas como "Profesor" no fueron reconocidos por las universidades australianas, trabajó como profesor de arte, y contribuyó con dibujos y artículos en los periódicos locales. Fundó la primera revista de arte de Australia, y fue uno de los fundadores de la Royal Art Society of New South Wales.
Su publicación de  The Discovery of Australia  en 1895 le valió el galardón como "genio" y como "autoridad en materia geográfica" por parte de los miembros de la Royal Geographical Society, así como honores extranjeros: en 1908 fue creado Caballero Comandante de la Orden de Santiago por el Rey de Portugal. En 1917 fue nombrado Caballero Comandante de la Orden de Isabel la Católica por el Rey de España. Sin embargo, no todo el mundo le admiraba; su biógrafo oficial, O.H.K. Spate, lo describió como de "intelecto indisciplinado" y carente de un "hábito de juicio riguroso"; el libro fue un fracaso financiero; y un posterior esquema propuesto para utilizar una versión simplificada del libro,  el primer descubrimiento de Australia y Nueva Guinea  (1906), acabó siendo retirado de las escuelas.

## Obra
- The Discovery of Australia en 1895
- The First Discovery of Australia and New Guinea (1906)

Collingridge publicó "Alice in One Dear Land" en 1922. Es un libro hecho a mano con numerosas pequeños grabados de punta. Alice se representa en un arbusto australiano con un koala, ésta es la primera representación de "Alice in Wonderland" en un ambiente de Australia.
Una pariente lejana de Collingridge, Vanessa Collingridge, publicó un libro sobre el  Capitán Cook, titulado  Capitán Cook  (2002), y la publicación de este libro ha causado un cierto resurgimiento del interés en George Collingridge en los últimos años.